# Cung điện Princes Natoli
Cung điện Princes Natoli (bằng tiếng Ý: Palazzo dei Principi Natoli), còn được gọi là Palacio Vigo, là một cung điện phong cách Baroque thế kỷ XVIII, nằm ở trung tâm lịch sử của Torre Archirafi và là nơi cư trú chính thức của Giovanni I Natoli, Thân vương Sperlinga tại Riposto, Ý.
Cung điện có niên đại từ năm 1741 và ban đầu là nơi cư trú của Hoàng tử Giovanni I Natoli, Thân vương Sperlinga, có nguồn gốc từ Pháp và xuất thân từ một dòng họ quý tộc lâu đời.